# 奇里亞科薩米特 (加利福尼亞州)
奇里亞科薩米特（英語：Chiriaco Summit）是位於美國加利福尼亞州河濱縣的一個非建制地區。該地的面積和人口皆未知。

## 地理
奇里亞科薩米特的座標為33°39′39″N 115°43′17″W / 33.66083°N 115.72139°W，而該地的平均海拔高度為520米（即1706英尺）。